# Santa Ignacia
Santa Ignacia è una municipalità di terza classe delle Filippine, situata nella Provincia di Tarlac, nella Regione di Luzon Centrale.
Santa Ignacia è formata da 24 baranggay:
- Baldios
- Botbotones
- Caanamongan
- Cabaruan
- Cabugbugan
- Caduldulaoan
- Calipayan
- Macaguing
- Nambalan
- Padapada
- Pilpila
- Pinpinas

- Poblacion East
- Poblacion West
- Pugo-Cecilio
- San Francisco
- San Sotero
- San Vicente
- Santa Ines Centro
- Santa Ines East
- Santa Ines West
- Taguiporo
- Timmaguab
- Vargas